# Didier Codorniou

a Compétitions nationales et continentales officielles uniquement.

b Matchs officiels uniquement.
Dernière mise à jour le 5 mars 2010.
Didier Codorniou (dit Le Petit Prince ou Codor), né le 13 février 1958 à Narbonne, est un joueur international de rugby à XV et homme politique français. Dans les années 1980, il est l'un des meilleurs trois-quarts centre du monde malgré son petit gabarit.
Après sa carrière de joueur, il commence une carrière politique. Il est maire de Gruissan (Aude) depuis 2001.

## Biographie

### Carrière rugbystique
Élément talentueux et prometteur des juniors du Racing club narbonnais, Didier Codorniou est vite intégré au sein de l'équipe première. Il y débute à 17 ans et y côtoie François Sangalli et Jo Maso, dont il s'imprégne, perpétuant ainsi la lignée des grands trois-quarts centre français.
Il connaît sa première sélection en équipe de France le 7 juillet 1979 contre les All Blacks.
Le 1er mai 1980, il participe au premier match des Barbarians français contre l'Écosse à Agen. Les Baa-Baas l'emportent 26 à 22. Le 11 novembre 1982, il joue de nouveau avec les Barbarians français contre l'Argentine à Dax. Les Baa-Baas s'inclinent 8 à 22. Le 23 novembre 1983, il est invité une troisième fois avec les Barbarians français contre l'Australie à Toulon. Les Baa-Baas s'inclinent 21 à 23. L'année suivante, le 1er novembre 1984, il joue un quatrième match avec les Barbarians français contre une équipe du Bataillon de Joinville à Grenoble. Les Baa-Baas l'emportent 44 à 22.
En 1986, il quitte le Racing club narbonnais pour le Stade toulousain, où il est notamment associé à Denis Charvet au centre. Il fait briller ses partenaires d'attaque par ses passes éclairs et sa lucidité, en étant un joueur vif et mobile, doté d'une technique subtile. Au sommet de son art, à la suite d'un désaccord avec la FFR, il n'est plus sélectionné pour le XV de France.
Il joue ensuite pour le club de Villefranche-de-Lauragais entraîné par Serge Gabernet et avec qui il atteint le groupe A en 1989, avant de revenir au Racing club narbonnais où il achève sa carrière sportive en s’essayant avec succès au poste de demi d’ouverture.
Le 11 novembre 1993, il joue un dernier match avec les Barbarians français contre l'Australie à Clermont-Ferrand. Les Baa-Baas s'inclinent 26 à 43.
Il dispute son dernier match à l'occasion d'un quart de finale du championnat de France contre le Stade toulousain en 1994.

### Carrière politique
Candidat socialiste, il est élu maire de la ville de Gruissan en 2001, puis devient conseiller régional (président de la commission des sports de la région Languedoc Roussillon) en 2004.
Il est reconduit dans son mandat municipal en 2008 avec 83,84 % des voix dès le premier tour.
Aux élections régionales de mars 2010, il est tête de liste pour l'Aude de la liste de Georges Frêche et élu « premier des socialistes régionaux » par les fédérations socialistes du Languedoc-Roussillon[réf. souhaitée]. Le 23 février 2010, il est exclu du Parti socialiste à la suite de son ralliement à Georges Frêche. Il devient vice-président de la région Languedoc-Roussillon chargé des finances.
N'ayant pas, à la différence de ses colistiers aux élections régionales, sollicité sa réintégration au PS, il se présente aux élections législatives de 2012 sous l'étiquette divers gauche dans la deuxième circonscription de l'Aude. Arrivé troisième du premier tour avec 21,89 % des voix, il décide, bien qu'en position de se maintenir au second tour, de se désister, au profit de la candidate socialiste Marie-Hélène Fabre, qui remporte l'élection.
En 2014, il est réélu maire de Gruissan dès le premier tour avec 76,56 % des voix. Il rejoint le Parti radical de gauche en octobre 2014.
Le 4 janvier 2016, il est élu 4e vice-président de la région Languedoc-Roussillon-Midi-Pyrénées sous l'étiquette du Parti radical de gauche. Il est chargé de l'économie maritime, du littoral et des aéroports. En 2017, à la suite de la démission de Sylvia Pinel de la première vice-présidence, il est élu 1er vice-président de la région Occitanie tout en conservant ses délégations. Conformément à l’accord passé entre le Parti radical de gauche et Parti socialiste lors des élections régionales, la place revient à un membre du PRG.
En 2020, il est réélu maire de Gruissan dès le premier tour avec 66,61 % des voix.
Le 7 septembre 2020, il est élu président du Parc naturel régional de la Narbonnaise en Méditerranée.
Tête de liste pour l'Aude sur la liste de Carole Delga lors des élections régionales de 2021, il est réélu conseiller régional après la victoire de la liste avec 57,78 % de voix au second tour et réélu premier vice-président de la région, délégué à la Méditerranée.
En mai 2024, il annonce qu'il est candidat à la présidence de la Fédération française de rugby pour les élections fédérales prévues le 19 octobre 2024. Il se présente face au président sortant Florian Grill. Les internationaux Philippe Dintrans, Guilhem Guirado, Danièle Irazu et Annick Hayraud sont notamment membres de sa liste. En octobre 2024, il s'incline face à Florian Grill, récoltant plus de 32 % contre plus de 67 % à son adversaire. Il intègre tout de même le comité d'orientation politique, nouvel organe de direction de la FFR, parmi les 4 places dévolues à sa liste,.

## Palmarès

### En club
avec Narbonne
- Coupe Frantz-Reichel :
  - Champion (1) : 1976 face au Racing club de France.
- Championnat de France de première division :
  - Champion (1) : 1979 face au Stade bagnérais
- Challenge Yves du Manoir :
  - Vainqueur (3) : 1978, 1979 et 1984
  - Finaliste (2) : 1982 et 1992
- Coupe de France :
  - Vainqueur (1) : 1985 a contre Toulouse
- Challenge Béguère :
  - Vainqueur (2) : 1979 et 1980
- Challenge Gaudermen (Cadets) :
  - Vainqueur (1) : 1975
- Championnat de France Juniors René-Crabos :
  - Vainqueur (1) : 1977

avec Toulouse
- Championnat de France de première division :
  - Champion (1) : 1989 face au RC Toulon
- Challenge Yves du Manoir
  - Vainqueur (1) : 1988 face à Dax

### En équipe de France
- 32 sélections
- 5 essais (20 points)
- Sélections par année : 3 en 1979, 4 en 1980, 4 en 1981, 7 en 1983, 7 en 1984, 6 en 1985
- Grand Chelem en 1981
- 1er ex æquo du Tournoi des Cinq Nations en 1983
- Tournées en Nouvelle-Zélande (1979 et 1984), Australie (1981), et Argentine (1985)
- Il fait partie de l'équipe vainqueur des All Blacks pour la première fois le 14 juillet 1979 à Auckland, inscrivant l'ultime essai de la victoire historique française

## Décorations
- Officier de l'ordre national du Mérite Il est fait chevalier le 29 juin 1990, et est promu officier le 13 mai 2016[17].
- Chevalier de l'ordre du Mérite maritime Il est fait chevalier le 3 juillet 2019[18].
- Chevalier de la Légion d'honneur (2021)

## Publications
En décembre 2009, il sort aux éditions ALTAL, son livre L'Enfant de Gruissan retraçant son parcours personnel d'ancien rugbyman et d'homme politique.